# ヘンリー・オブ・バッテンバーグ
ヘンリー・モーリス・オブ・バッテンバーグ（Henry Maurice of Battenberg, 1858年10月5日 - 1896年1月20日）は、ヘッセン大公家の庶系であるバッテンベルク家の公子で、イギリス王女ベアトリスの夫。ベアトリスとの結婚により同国の女王ヴィクトリアの娘婿およびイギリス王室の一員となった。
ドイツ語名はハインリヒ・モーリッツ・フォン・バッテンベルク（Heinrich Moritz von Battenberg）。

## 生涯
ヘッセン大公ルートヴィヒ2世の四男アレクサンダー・フォン・ヘッセン＝ダルムシュタットと妃ユリア・ハウケの三男として、ミラノで生まれた。両親が貴賤結婚と見なされたため、子供たちにはヘッセン大公家の継承権は与えられず、母に授けられた称号からバッテンベルクを姓とした。侯子（Prinz）と呼ばれる身分であったものの、統治する所領も財産もない敬称にすぎなかった。彼は父と同じく、軍人となるべく教育を受けた。
主家のヘッセン大公家を通じてヨーロッパの王侯と面識を持てたハインリヒは、兄ルートヴィヒ・アレクサンダー（初代ミルフォード・ヘイヴン侯爵ルイス・アレグザンダー・マウントバッテン）とヘッセン大公女ヴィクトリアの結婚式に出席した際、イギリス王女ベアトリスに見そめられた。

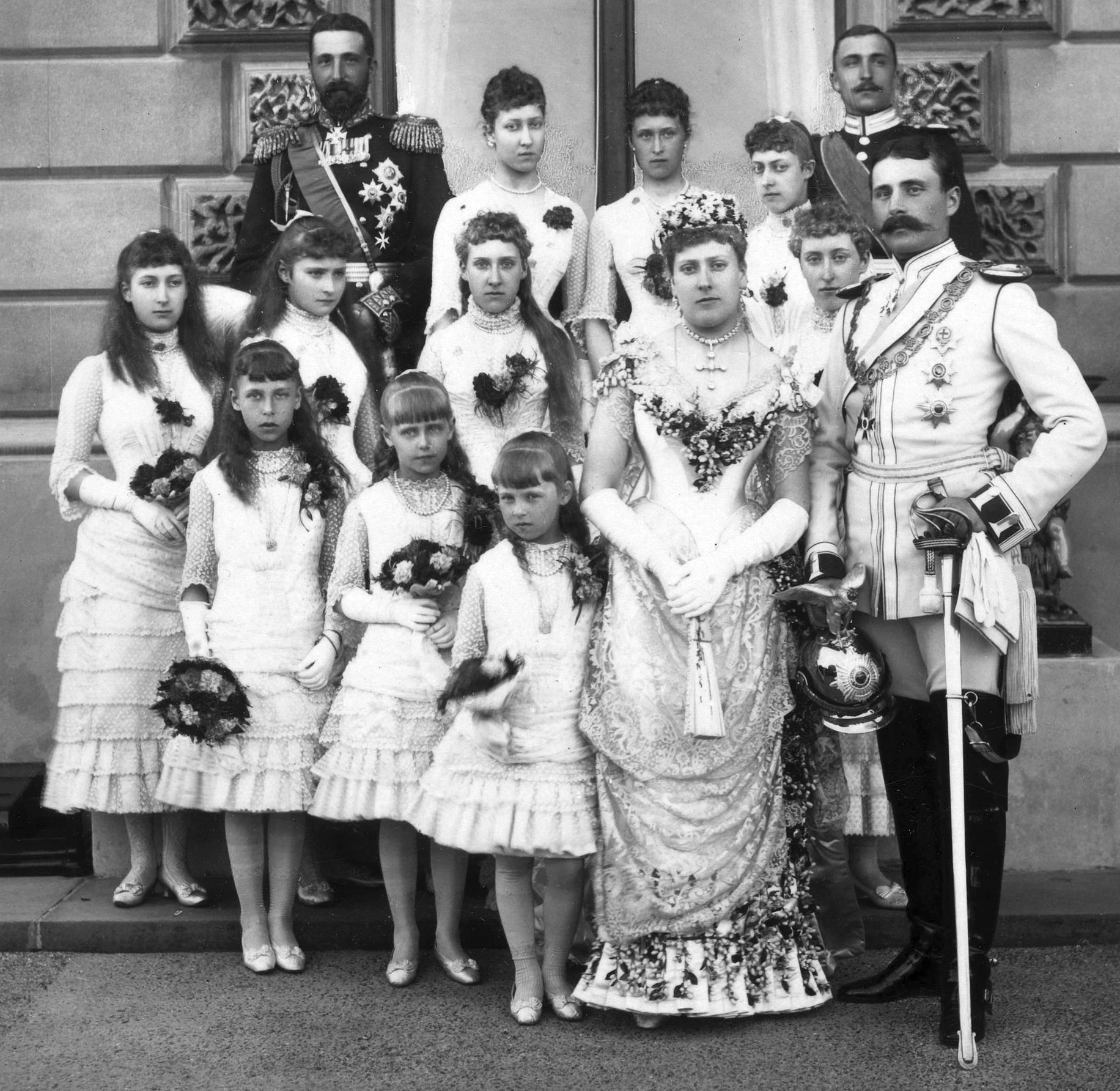
結婚式でのベアトリスとヘンリー（右端）

1885年7月23日、2人はワイト島で結婚。同日にベアトリスの母ヴィクトリア女王によって、ヘンリーの称号が妻と同様の「殿下」（Royal Highness）に引き上げられた。この称号が有効なのは大英帝国の中だけであって、国外では以前の公子のままであった。女王は彼をガーター騎士にした。ヘンリーはイギリス陸軍大佐、カリスブルック城（ワイト島）の城代となった。
1895年11月、ヘンリーはアシャンティ族との戦闘のために西アフリカへ出征する許しを女王に請うた。彼は派遣されたイギリス領シエラレオネ（現在のシエラレオネ共和国）でマラリアに感染し、沿岸に停泊していた巡洋艦ブロンド上で病死した。遺体はカナリア諸島から来た巡洋艦ブレニムに乗せられて帰国した。1896年2月5日、結婚式を挙げたのと同じ聖ミルドレッド教会で葬儀が行われた。

## 子女
- アレグザンダー・アルバート（1886年 - 1960年） - 1917年、家名をマウントバッテン家に改称。同年11月に初代キャリスブルック侯爵となった。
- ヴィクトリア・ユージェニー・ジュリア・エナ（1887年 - 1969年） - スペイン王アルフォンソ13世妃。フアン・カルロス1世の祖母。
- レオポルド・アーサー・ルイス（1889年 - 1922年） - 母からの遺伝による血友病のため死去。
- モーリス・ヴィクター・ドナルド（1891年 - 1914年） - 第一次世界大戦で戦死。